# Landshövdingar i Kristianstads län
Landshövdingen i Kristianstads län var myndighetschef för Länsstyrelsen i Kristianstads län från 1719 till 1996 och utsågs av regeringen. 
Ämbetet upphörde vid utgången av 1996 då Kristianstads län tillsammans med Malmöhus län båda uppgick i det den 1 januari 1997 nybildade Skåne län.
Landshövdingen i Skåne län som är chef för Länsstyrelsen i Skåne län är ämbetets efterträdare.

## Länsmän i Kristianstads län, under den danska perioden (1614–1658)
- 1617–1618 Jens Sparre till Sparresholm
- 1618–1627 Otte Marsvin till Dybäcks slott
- 1627–1629 Jørgen Knudsen Urne till Alslev
- 1632–1639 Malte Juul till Maltesholm och Gjesinggård
- 1639–1642 Jochum Beck till Gladsaxehus
- 1642–1644 Ebbe Ulfeldt till Ovesholm
- 1644–1649 Malte Juul (död 1648), änkan Anne Ramel
- 1649–1658 Henrik Lindenov till Övedskloster

## Landshövdingar i Kristianstads län (1658–1996)
- 1658–1666 Håkan Nilsson Skytte
- 1666 Augustin Leijonsköld
- 1666–1670 Håkan Nilsson Skytte
- 1670-1677 Magnus Durell
- 1679-1680 Georg Henrik Lybecker
- 1719–1738 Samuel von Hyltéen[2]
- 1739–1745 Nils Silfverskiöld[2]
- 1745–1761 Christian Barnekow[2]
- 1761–1763 Carl Axel Hugo Hamilton[2]

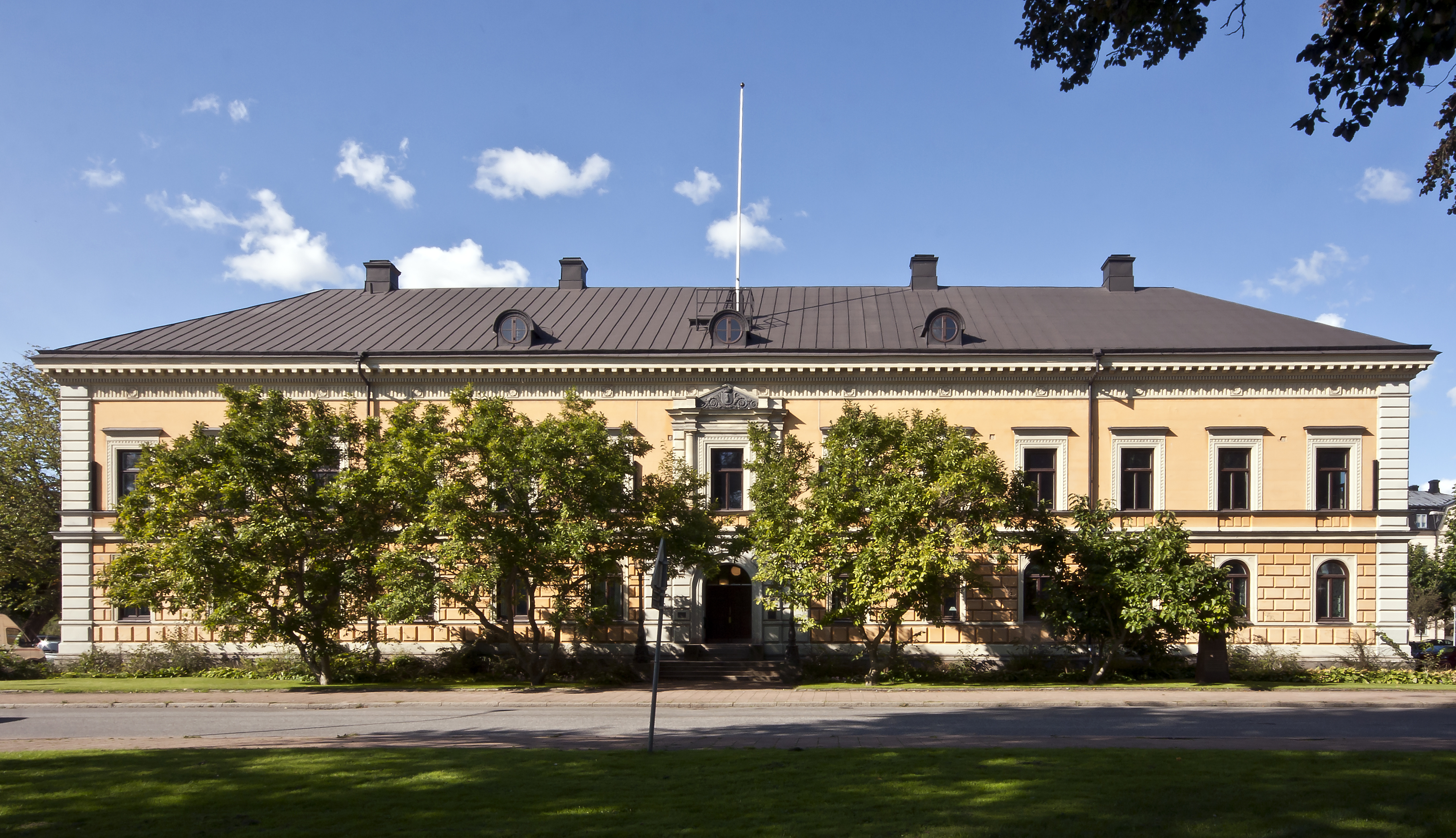
Länsresidenset i Kristianstad från 1860 till 1996. Fotot taget 2011.

- 1763–1772 Reinhold Johan von Lingen[2]
- 1773–1776 Axel Löwen[2]
- 1776–1786 Gabriel Erik Sparre[2]
- 1786–1803 Carl Adam Wrangel[2]
- 1803–1811 Eric von Nolcken[2]
- 1811–1838 Axel Gabriel De la Gardie[2]
- 1838–1851 Georg Ludvig von Rosen[2]
- 1852–1856 Knut Axel Posse[2]
- 1856–1859 Emil von Troil[2]
- 1860–1866 Axel Ludvig Rappe[2]
- 1866–1883 Axel Trolle-Wachtmeister[2]
- 1883–1905 Magnus De la Gardie[2]
- 1905–1923 Louis de Geer[2]
- 1920-1921 tf Ivan Regner
- 1923–1938 Johan Nilsson[2]
- 1938–1947 Alvar Elis Rodhe[2]
- 1947–1963 Per Westling[2]
- 1964–1979 Bengt Petri[2]
- 1979–1984 Lennart Sandgren[2]
- 1985–1989 Einar Larsson[2]
- 1990–1996 Anita Bråkenhielm[2]
- 1996 Hans Blom[2], tillförordnad

Från och med 1997, se landshövdingar i Skåne län.